# Michael von Kienmayer
Michael Freiherr von Kienmayer (* 17. Jänner 1756 in Wien; † 18. Oktober 1828 ebenda) war ein kaiserlicher bzw. kaiserlich-österreichischer General der Kavallerie und Feldherr.

## Werdegang

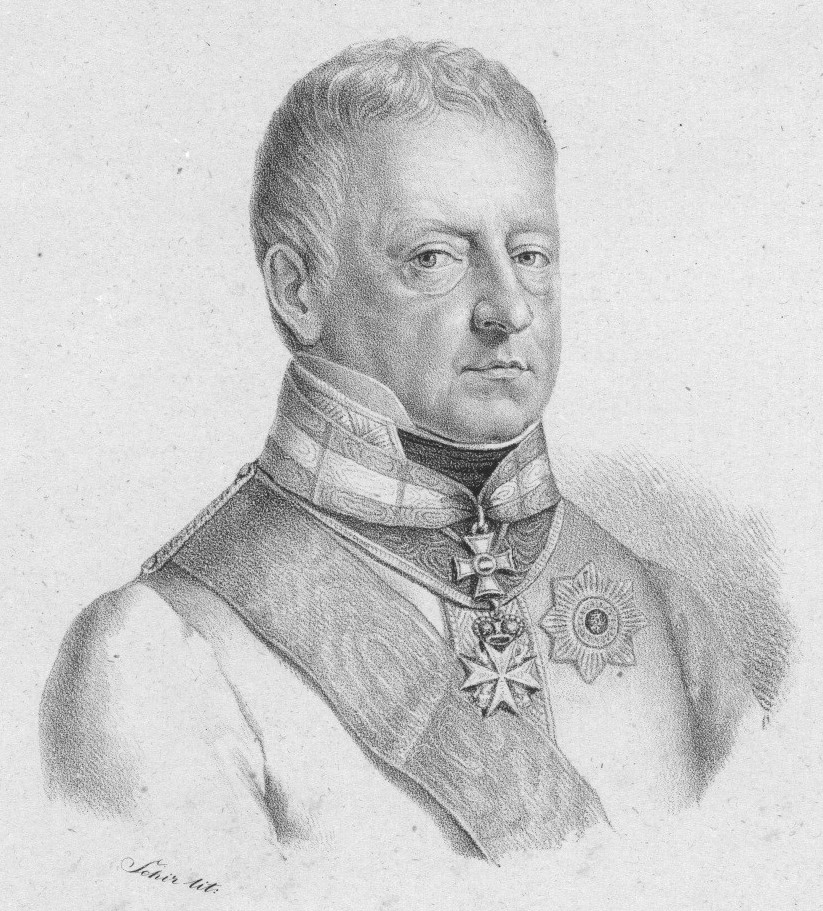
Michael Freiherr von Kienmayer

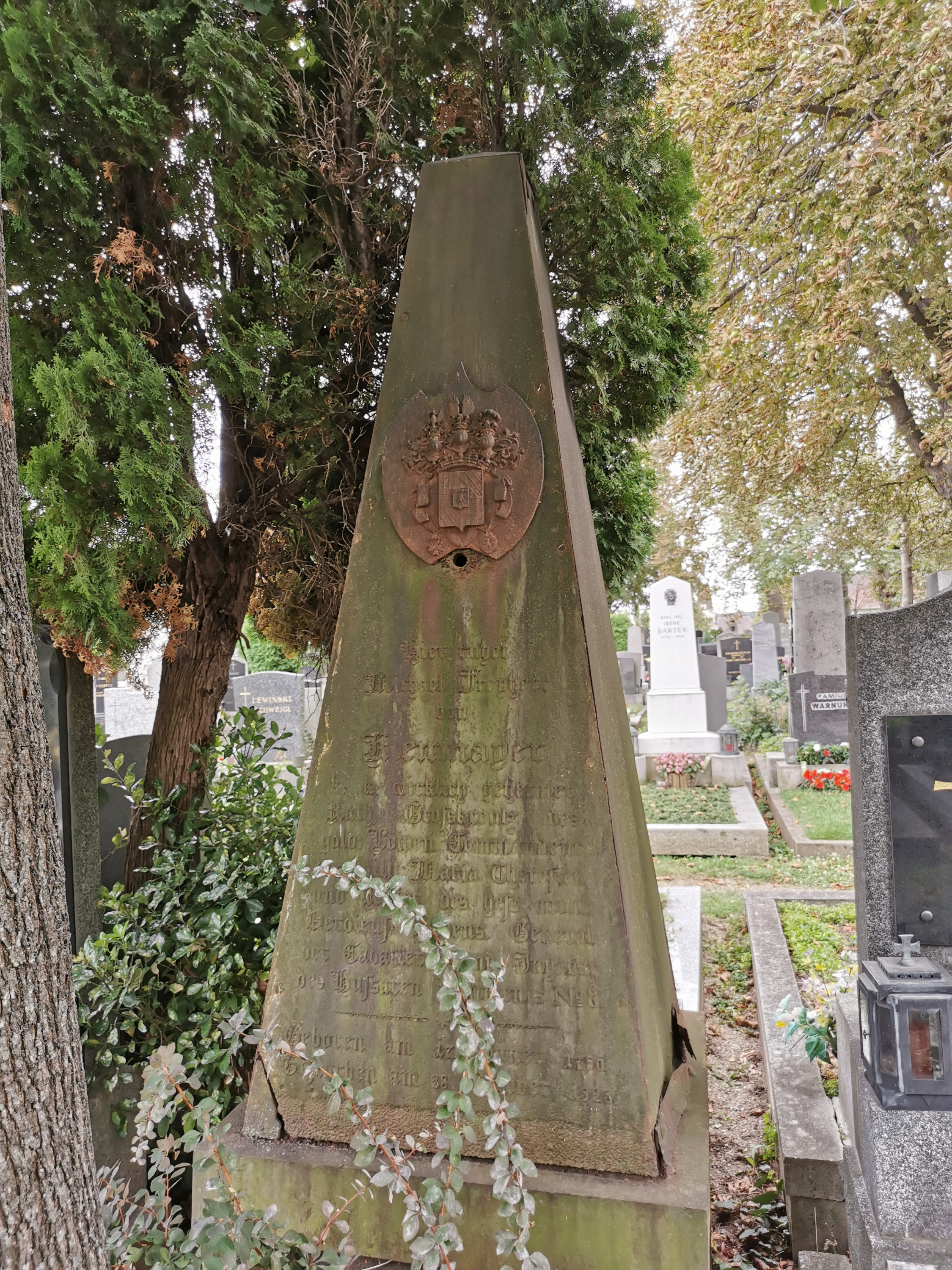
Michael von Kienmayers Grabmal auf dem Pfarrfriedhof Penzing mit dem korrekten Geburtsdatum 17. Jänner 1756

Er war ein Sohn des mit Diplom vom 30. September 1775 in den Freiherrenstand erhobenen Hofrates und Direktors des Obersthofmeisteramtes Michael Franz von Kienmayer († 1802).
Mit 19 Jahren trat Kienmayer 1774 als Kadett in das kaiserliche Infanterie-Regiment „No. 26 Puebla de Portugalo“ ein. Anfang 1775 wurde er zum Leutnant im Chevauxlegers-Regiment „Jung-Modena“ befördert, im selben Jahr noch zum Oberleutnant bei den „d´Ayasassa“-Kürassieren. 1777 wurde er zweiter Rittmeister im Husarenregiment No. 35 „Vinzenz Freiherr von Barcó“, nahm in dieser Funktion am bayerischen Erbfolgekrieg teil und wurde bei der Eroberung des Blockhauses von Oberschwedeldorf aufgrund seiner Tapferkeit zum (ersten) Rittmeister befördert.
Von 1788 bis 1790 nahm er am russisch-österreichischen Türkenkrieg teil. Am 11. November 1788 wurde er zum Major befördert, am 13. April 1789 für seine in der Schlacht bei Fokschan vollbrachten Taten zum Oberstleutnant. Am 21. September 1789 schließlich erfolgte die Beförderung zum Oberst bei den „Leveneur“-Chevauxlegers. Am 21. Dezember desselben Jahres wurde er mit dem Ritterkreuz des Maria-Theresien-Ordens ausgezeichnet.
1793 wurde Kienmayer auf persönliches Ersuchen von Feldmarschall Friedrich Josias von Sachsen-Coburg-Saalfeld als Oberst zu seinem ehemaligen Husarenregiment Nr. 35 „Barcó“ übersetzt und nahm am Ersten Koalitionskrieg teil.
1794 avancierte er wegen seiner hervorragenden und tapferen Leistungen außerplanmäßig zum Generalmajor. Als solcher nahm er an den Feldzügen 1794 unter Prinz Coburg, 1795 unter Feldzeugmeister Graf Clerfayt, 1796 unter der Führung von Erzherzog Carl, 1797 unter Feldzeugmeister Graf Latour teil. Im Zweiten Koalitionskrieg beteiligte er sich 1799 erneut (siehe auch →Munot) unter der Führung Erzherzog Carls und wurde am 4. September 1799 zum Feldmarschall-Leutnant befördert.
Im Jahr 1800 übernahm er das Kommando einer Division im Zweiten Koalitionskrieg und kommandiert den rechten Flügel in der Schlacht von Hohenlinden. Im Jänner 1802 wurde er Inhaber des 8. Husarenregiments, bisher „Nauendorf“. 1805 übernahm er im Zuge des Dritten Koalitionskrieges als Kommandant ein selbständiges Corps am Lech. In der Schlacht bei Austerlitz 1805 befehligte er die Avantgarde der vom russischen General Friedrich von Buxhoeveden geführten Kolonnen. Nach dem Preßburger Frieden kam er als Divisionär nach Olmütz, später nach Fünfkirchen, wo er bis Ende 1808 blieb.
1809 nahm er am Fünften Koalitionskrieg als Kommandant das II. österreichische Reservekorps teil und führte das Korps unter anderem in der Schlacht bei Aspern, in deren Relation er als einer der Ausgezeichneten genannt wird. Anschließend wurde er zum Kommandanten des XI. Armeekorps ernannt, das sich zum Schutze gegen feindliche Einfälle nach Böhmen erfolgreich gegen einen zahlenmäßig überlegenen Feind in Sachsen und Franken behaupten konnte. Ausschlaggebend ist dafür vor allem der Sieg in der Schlacht bei Gefrees am 8. Juli 1809.
Kienmayer wurde schließlich am 31. Juli 1809 zum General der Kavallerie befördert und mit dem kurhessischen Hausorden vom Goldenen Löwen sowie dem Pour la vertu militaire ausgezeichnet.
Im Ordenskapitel vom Jahr 1810 wurde Kienmayer für seine wichtigen Leistungen im Feldzug 1809 das Kommandeurkreuz des Maria-Theresien-Ordens zuerkannt. 1813 wurde er Interims-Kommandierender in Galizien, 1814 schließlich kommandierender General in Siebenbürgen. 1816 wurde ihm die geheime Ratswürde verliehen. 1820 wurde er Kommandierender General für Mähren und Schlesien in Brünn. Ende 1826 trat er aus Gesundheitsgründen in den Ruhestand. Michael von Kienmayer erlag knapp zwei Jahre später seinem Leiden und wurde auf dem damaligen Friedhof der Pfarrkirche Penzing bestattet.

## Wissenswertes
- Auf Kienmayers Namen geht der sogenannte „Kienmayer-Sprung“ zurück, mit dem sich Michael von Kienmayer 1799 in den Fluss Thur vor einer französischen Gefangennahme rettete.
- Neben seiner militärischen Laufbahn machte sich Michael von Kienmayer als begeisterter Mineraliensammler in der Geologie einen Namen.
- Auf dem neuen Pfarrfriedhof Penzing befindet sich das Grabmal der Freiherren von Kienmayer in Form eines eisernen Obelisken, das vom ursprünglichen Standort dorthin übersiedelt wurde. Es ist mit dem korrekten Geburtsdatum (17. Januar 1756) versehen und mit den verdienten militärischen Ehrungen verziert.